# Haus Dr. Geyer

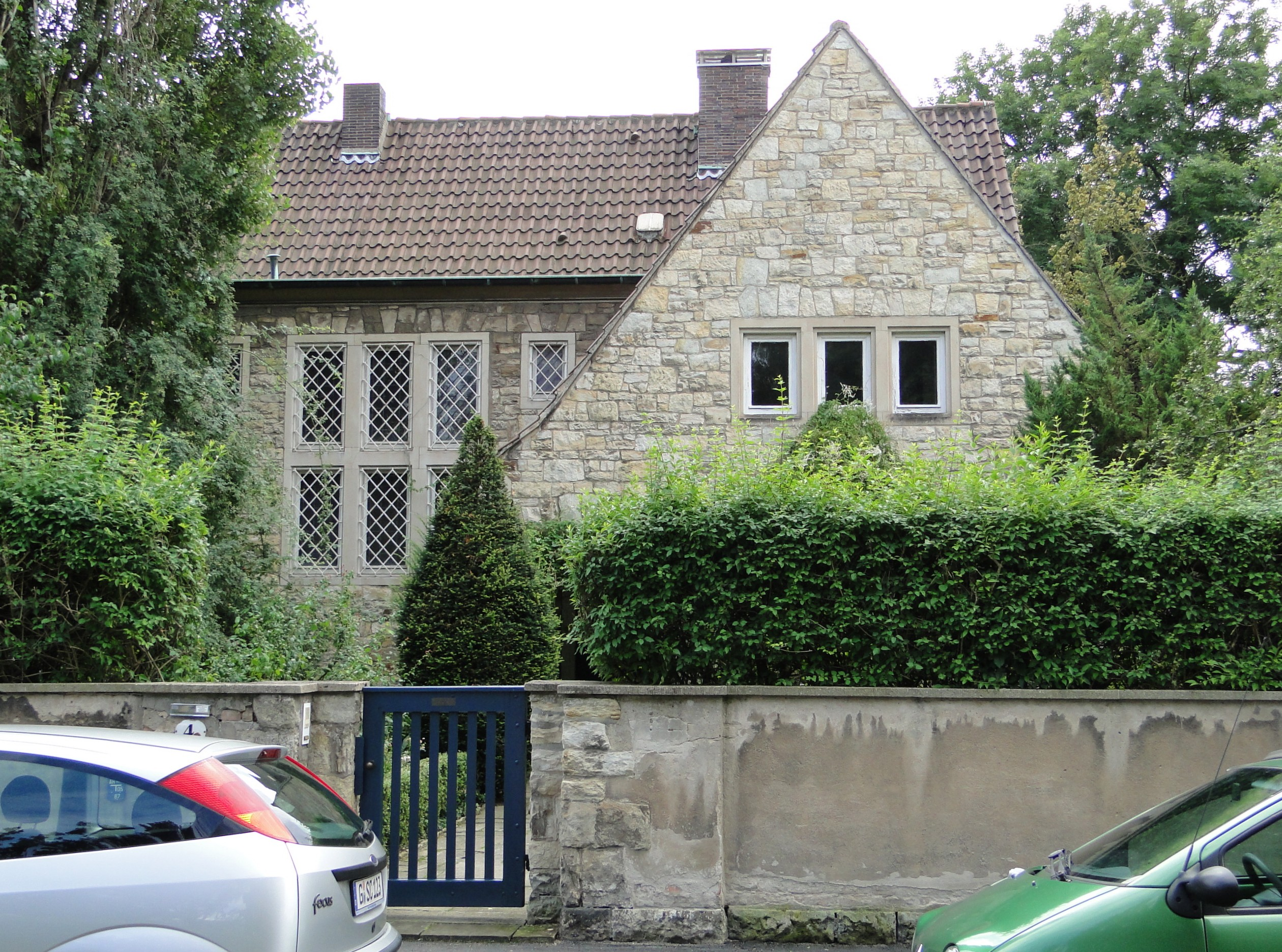
Haus Dr. Geyer 2010

Das Haus Dr. Geyer, Herkulesstraße 4 in Dresden-Gruna, ist ein 1934–1935 nach Plänen des Architekten Adam Gutjahr errichtetes Wohnhaus für die Arztfamilie von Dr. Kurt Geyer. Der denkmalgeschützte Bau gehört neben dem Haus Krieger und dem Haus Klemperer zu den wenigen erhaltenen privaten Wohnbauten, die zwischen 1933 und 1945 in Dresden errichtet wurden.
Bemerkenswert sei, so Donath, die gediegene handwerkliche Ausführung und die Verwendung naturbelassener Materialien. Das Haus ist aufwändig mit Bruchstein aus Omsewitzer Pläner verkleidet worden. Die gelbbraune bis graue Farbgebung dieses Bruchsteins harmoniert mit dem dunkelgrauen Pfannenziegeln des Dachs. Für die Gewände der Fenster wurde Cottaer Sandstein verwendet.
Bewohnt wird das Haus durch ein bekanntes Maler-/Grafiker- und Restauratorenehepaar.